# Flávio da Silva Pim
Flávio Pim da Silva (Brazília, 1974. január 4. –) brazil labdarúgó. Brazil első osztályú mérkőzéseken hívta fel magára a figyelmet a védő. A Szombathelyi Haladás színeiben mutatkozott be Magyarországon és jó teljesítménye miatt szerződtette a Debreceni VSC együttese, ahol alapember lett, majd sérülés után már kikerült a csapatból. Jelenleg hazájában, Brazíliában játszik.